# Cantó de Plancoët
El cantó de Plancoët (bretó Kanton Plangoed) és una divisió administrativa francesa situat al departament de Costes del Nord a la regió de Bretanya.

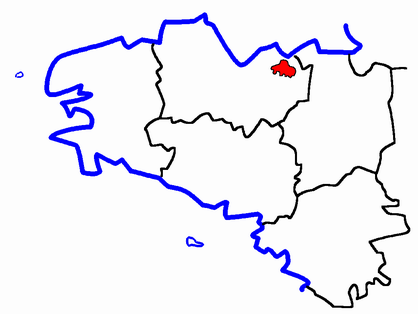
Situació del cantó

## Composició
El cantó aplega 9 comunes :
| Nom bretó     | Nom francès  | Nom gal·ló |
| Boursaout     | Bourseul     | Bórsoeut   |
| Kersaout      | Corseul      | Corsoeut   |
| Krehen        | Créhen       | Qerhen     |
| Landebiav     | Landébia     | ---        |
| Langenan      | Languenan    | ---        |
| Plangoed      | Plancoët     | Plancoét   |
| Pleven        | Pléven       | ---        |
| Pludunoù      | Pluduno      | Ploedunoe  |
| Sant-Loheñvel | Saint-Lormel | ---        |

## Història
| Data d'elecció                           | Identitat       | Partit | Qualitat |
| ---------------------------------------- | --------------- | ------ | -------- |
| 2001-2008                                | Jean Gaubert    | PS     |          |
| 2008-                                    | Philippe Meslay | PS     |          |
| les dades anteriors no són pas conegudes |                 |        |          |
|                                          |                 |        |          |